# Walt Willey
Walt Willey (ur. 26 stycznia 1951 w Ottawie) – amerykański aktor, komik, satyryk i rysownik. Odtwórca roli prawnika Jacksona Montgomery’ego w operze mydlanej ABC Wszystkie moje dzieci (1987–2011)

## Życiorys
Urodził się i dorastał w Ottawie w stanie Illinois, gdzie uczęszczał do Ottawa Township High School. Studiował na wydziale rzeźby na Uniwersytecie Południowego Illinois. Występował w teatrze regionalnym. Podczas ostatniego roku studiów skoncentrował się na występach teatralnych i związał się z komediową grupą improwizacyjną. W 1981 wyjechał do Nowego Jorku, aby kontynuować karierę aktorską.
Występował w produkcjach off-broadwayowskich, w tym Dustoff (1982) z Danem Laurią. W 1989 odbył tournée po USA i występował w klubach, m.in. Caroline’s w Nowym Jorku, Zanie’s w Chicago, Comedy Store w Kalifornii) jako komik w stand-up.
Po raz pierwszy pojawił się na małym ekranie w roli strażnika w jednym z odcinków opery mydlanej ABC The Edge of Night (1983). Następnie przyjął propozycję zagrania roli Billa Johnsona w komedii I był nastoletnimi terrorystą TV (I Was a Teenage TV Terrorist, 1985).
18 grudnia 1987 dołączył do obsady opery mydlanej ABC Wszystkie moje dzieci w roli prawnika Jacksona Montgomery’ego, oddanego męża Eriki Kane (Susan Lucci) i ich dalszej rodzinie. Za tę rolę w 1991 był nominowany do nagrody Soap Opera Digest dla najlepszego aktora drugoplanowego, w 1992 zdobył nominację do nagrody People’s Choice Award, w 1992 i 1993 w ankiecie czytelników „Soap Opera Update” otrzymał tytuł najcenniejszego wykonawcy Wszystkich moich dzieci, a także znalazł się wśród dziesięciu najseksowniejszych gwiazdorów oper mydlanych 1993 roku wybranych przez czytelników magazynu „Playgirl”.
Willey był współgospodarzem programu Live! with Regis and Kelly z Kelly Ripą, Ford Supermodel of the World z Beverly Johnson (1992) i Rachel Hunter (1993).
Jako satyryk i rysownik, regularnie publikował felietony i rysunki w „Soap Opera Update” i „Soap Opera Weekly”. Jego litografia Soaperman wisi w Underground Comics Hall of Fame w Chicago, a jego kolekcja rysunków The Arthurian Legend: A Re-telling of the Christ Myth spotkała się z uznaniem publiczności i krytyków podczas zwiedzania galerii.
Na froncie filantropijnym regularnie organizował zbiórki pieniędzy na cele charytatywne dla dzieci i Autism Speaks. 
W latach 1987–1989 był żonaty z Kerrie Klark. W lipcu 1994 zawarł związek małżeński z Marie, z którą ma córkę Merit (ur. 25 listopada 1998) i syna Chance’a Connera.

## Filmografia

### Filmy fabularne
- 1985: I był nastoletnimi terrorystą TV (I Was a Teenage TV Terrorist) jako Bill Johnson
- 2010: Praca tego poza (Working It Out) jako Stamp
- 2016: Characterz jako Benjamin Fletcher

### Seriale TV
- 1983: The Edge of Night jako Strażnik
- 1984: Inny świat (Another World) jako
- 1986–1987: Ryan’s Hope jako Joe Novak
- 1986: Inny świat (Another World) jako Jim LaRusso
- 1987–2011: Wszystkie moje dzieci (All My Children) jako Jackson Montgomery
- 1996: City (The City) jako Jackson Montgomery
- 2010: ACME Hollywoodzka wyśniona rola (ACME Hollywood Dream Role) jako Walt Willey
- 2011: Saturday Night Live jako prezenter gość
- 2013: Thurston jako Edmund Snead
- 2013: Everyday Lies jako Thompson Dobbs
- 2014: Gunslingers jako James Butler Hickock
- 2014–2017: Tainted Dreams jako Gregory Ashford
- 2023: Szpital miejski ( General Hospital) jako Jackson Montgomery